# Quik

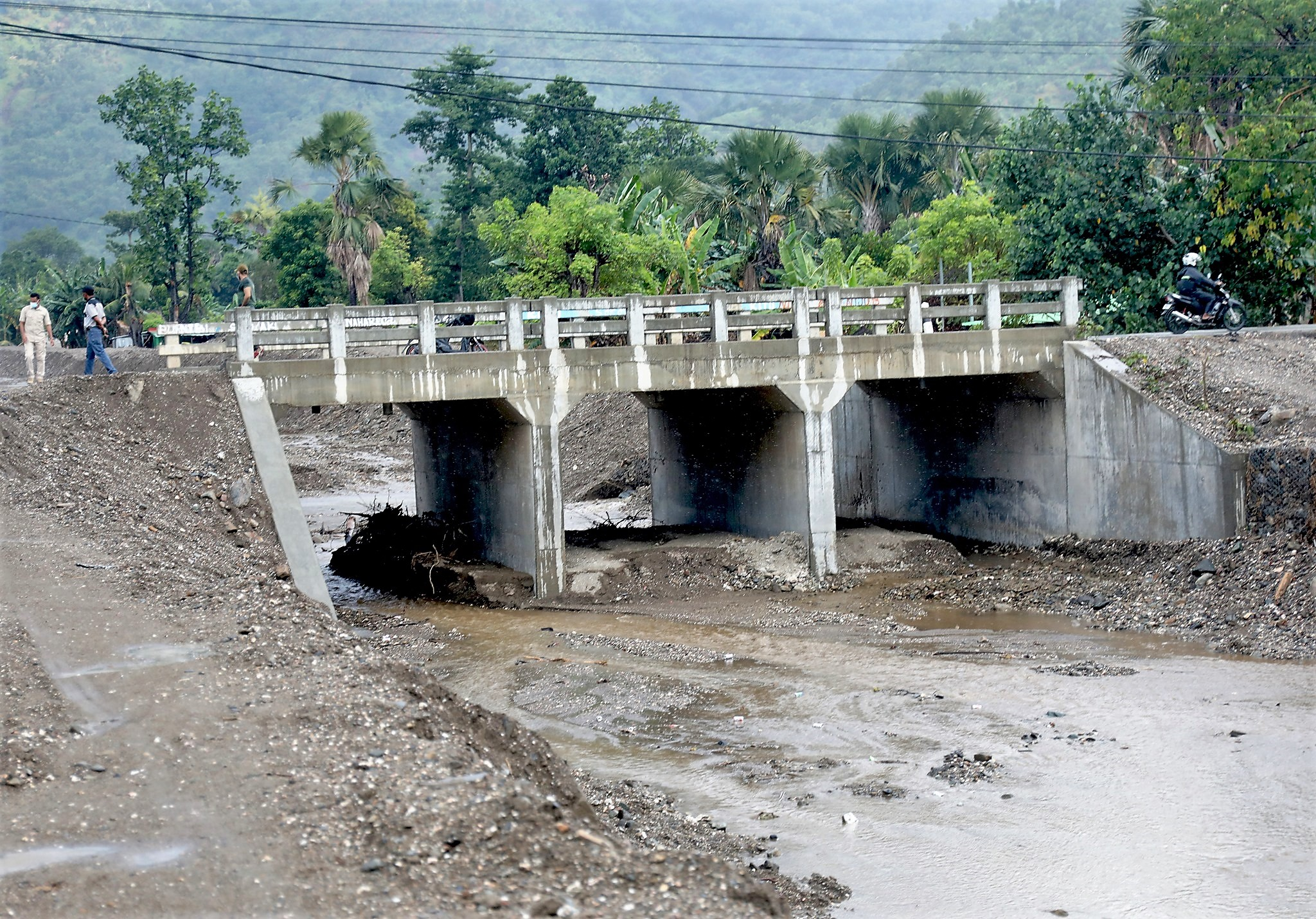
Der Quik in Acanuno

Der Quik (Mota Quik, Mota Quic, Mota Ki’ik) ist ein temporäres Flusssystem nahe der Nordküste Osttimors. Nur während der Regenzeit entspringen im Suco Talitu (Verwaltungsamt Laulara, Gemeinde Aileu) und östlich des Ortes Leroliça im Suco Acumau (Verwaltungsamt Remexio, Gemeinde Aileu) zwei Flussarme, die nach Norden abfließen. Im Suco Hera (Verwaltungsamt Cristo Rei, Gemeinde Dili) treffen die beiden Flussarme aufeinander und fließen weiter nach Norden. Nachdem der Quik die Orte Sidara und Caremon passiert hat, teilt er sich wieder in zwei Arme. Der westliche Arm versickert, noch bevor er die Straße von Wetar erreicht, der östliche mündet in den Hahic.